# Paul Dalla Lana
Paul Dalla Lana (Vancouver, 1 februari 1966) is een Canadees ondernemer en autocoureur. In 2017 werd hij wereldkampioen in de LMGTE Am-klasse van het FIA World Endurance Championship.

## Carrière

### Ondernemer
Dalla Lana is de oprichter en voorzitter van de NorthWest Healthcare Properties Real Estate Investment Trust, dat medische gebouwen in Canada bezit en onderhoudt. In 2008 stak hij twintig miljoen Canadese dollars in de oprichting van de Dalla Lana School of Public Health, dat in de universiteit van Toronto gelegen is. In 2018 gaf hij nogmaals twintig miljoen Canadese dollars aan de school.

### Autocoureur
In 2009 maakte Dalla Lana zijn autosportdebuut. Hij nam in zijn eerste jaren in de sport vooral deel aan races in Canada en de Verenigde Staten. In 2011 werd hij kampioen in de Grand Sport-klasse van de IMSA Sports Car Challenge. Datzelfde jaar behaalde hij ook zijn eerste zeges in de Rolex Sports Car Series. In 2012 won hij twee races in de GT-klasse van dit laatste kampioenschap en werd hij derde in de eindstand. In 2013 reed hij zijn laatste volledige seizoen in een Noord-Amerikaans kampioenschap, waarin hij met drie zeges zevende werd in de GT-klasse van de Rolex Sports Car Series.

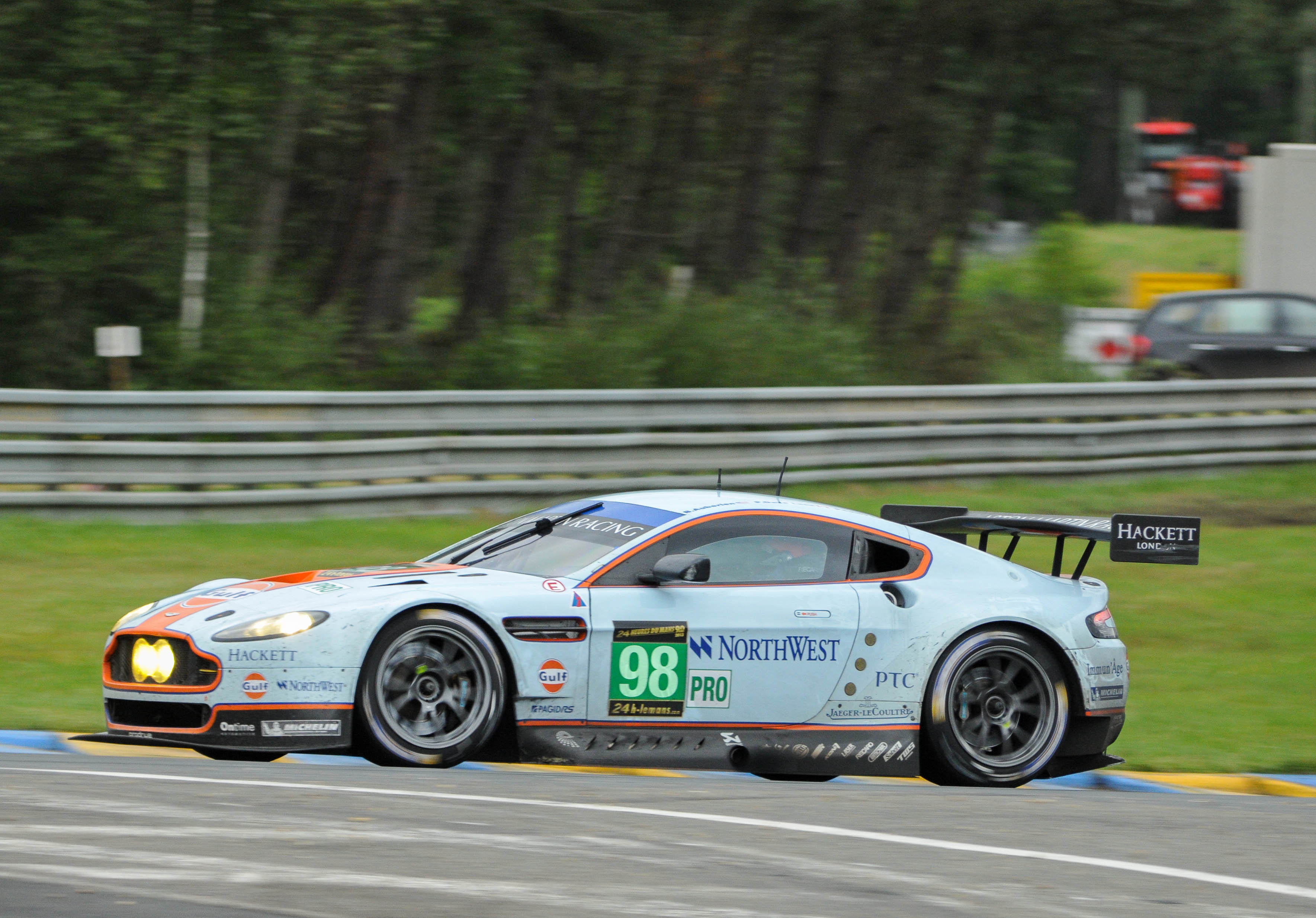
Paul Dalla Lana tijdens de 24 uur van Le Mans in 2013.

In 2013 debuteerde Dalla Lana in het FIA World Endurance Championship (WEC) voor het team Aston Martin Racing, waar hij de rest van zijn carrière voor zou rijden. Hij kwam uit in de LMGTE Pro-klasse en reed de eerste vijf races in deze klasse. Al in zijn debuutrace, de 6 uur van Silverstone, behaalde hij met Pedro Lamy en Frédéric Makowiecki zijn eerste podiumfinish. Aangezien hij in drie van de vijf races in een extra auto reed, eindigde hij niet hoog in het klassement.
In 2014 reed Dalla Lana een volledig seizoen in het WEC, waarin hij overstapte naar de LMGTE Am-klasse. Hij deelde de auto met Lamy en Christoffer Nygaard. Hij behaalde drie overwinningen in de 6 uur van het Circuit of the Americas, de 6 uur van Shanghai en de 6 uur van São Paulo en stond hiernaast in drie andere races op het podium. Met 164 punten werd de inschrijving tweede in de eindstand, achter de zusterauto van Kristian Poulsen en David Heinemeier Hansson.
In 2015 reed Dalla Lana samen met Lamy en Mathias Lauda. Het team behaalde drie zeges in de 6 uur van Silverstone, de 6 uur van Spa-Francorchamps en de 6 uur van Bahrein. Er was ook een dieptepunt tijdens de 24 uur van Le Mans, waarin Dalla Lana met minder dan een uur te gaan vanuit de leiding crashte. Met 144 punten werd het trio derde in het eindklassement.
In 2016 wonnen Dalla Lana, Lamy en Lauda vijf races: de 6 uur van Spa-Francorchamps, de 6 uur van de Nürburgring, de 6 uur van het Circuit of the Americas, de 6 uur van Fuji en de 6 uur van Shanghai. Er waren echter ook drie uitvalbeurten, waardoor zij met 149 punten niet verder kwamen dan een derde plaats in de eindstand.
In 2017 behaalden Dalla Lana, Lamy en Lauda vier overwinningen in de 6 uur van Spa-Francorchamps, de 6 uur van het Circuit of the Americas, de 6 uur van Shanghai en de 6 uur van Bahrein. Daarnaast werden in drie andere races podiumplaatsen gehaald. Met 192 punten werden zij gekroond tot kampioen in de klasse.

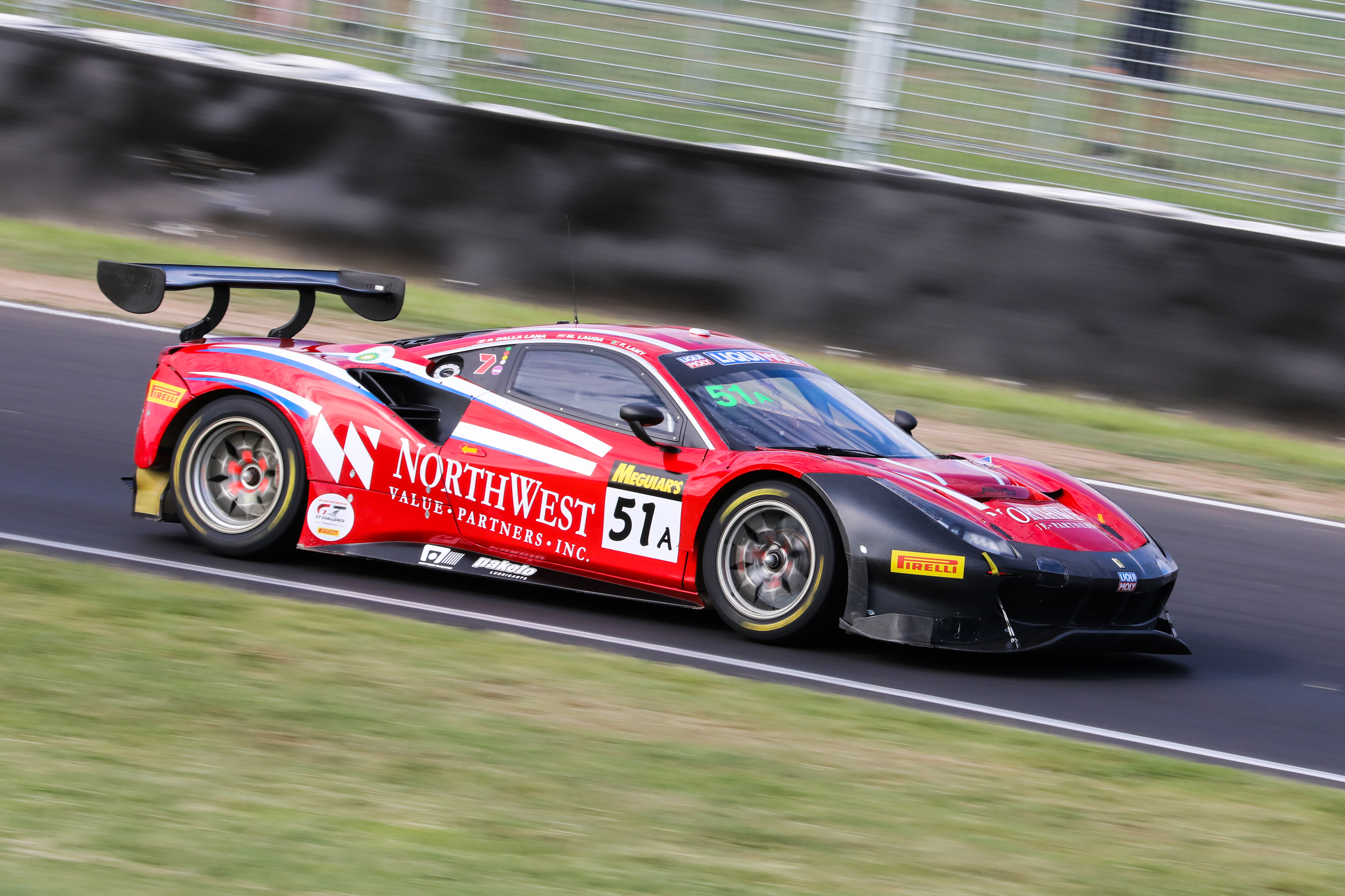
Paul Dalla Lana op het Mount Panorama Circuit in 2019.

In het seizoen 2018-2019 begonnen Dalla Lana, Lamy en Lauda het seizoen met een zege in de 6 uur van Spa-Francorchamps. Hierna behaalden zij enkel nog een podiumfinish in de 6 uur van Fuji, alhoewel zij in de 6 uur van Shanghai nog vanaf pole position startten. Met 77 punten zakten zij naar de achtste plaats in het eindklassement. Verder won het trio in 2019 de GT3 Pro-Am-klasse van de 12 uur van Bathurst
In het seizoen 2019-2020 kreeg Dalla Lana twee nieuwe teamgenoten in Ross Gunn en Darren Turner; de laatste werd later in het seizoen vervangen door Augusto Farfus, terwijl Lamy hem weer verving in de seizoensfinale. Hij behaalde vier podiumplaatsen in de 4 uur van Silverstone, de 4 uur van Shanghai, de 8 uur van Bahrein en de Lone Star Le Mans. Met 100,5 punten werd hij zevende in het kampioenschap.
In 2021 waren Farfus en Marcos Gomes de vaste teamgenoten van Dalla Lana, alhoewel Farfus in de 24 uur van Le Mans door Nicki Thiim werd vervangen. Er werd dit jaar slechts een podiumfinish gehaald in de 6 uur van Monza, waardoor de coureurs met 58 punten achtste in het klassement werden.
In 2022 werd Thiim een vaste teamgenoot van Dalla Lana, terwijl David Pittard de derde coureur van het team werd. De teamnaam werd dit jaar veranderd in NorthWest AMR, als verwijzing naar het bedrijf van Dalla Lana. Het seizoen begon met een overwinning in de 1000 mijl van Sebring, gevolgd door podiumplaatsen in de 6 uur van Spa-Francorchamps en de 24 uur van Le Mans. Met 118 punten werd het trio achter Ben Keating en Marco Sørensen tweede in het kampioenschap.
In 2023 reed Dalla Lana met Thiim en Axcil Jefferies als teamgenoten. Na twee races, waarin zij niet in de top 10 waren gefinisht, besloot Dalla Lana om per direct zijn racecarrière te beëindigen om zich beter te kunnen concentreren op zijn leven als ondernemer.